# Chlosyne damoetella
Chlosyne damoetella är en fjärilsart som beskrevs av Mcdunnough 1927. Chlosyne damoetella ingår i släktet Chlosyne och familjen praktfjärilar. Inga underarter finns listade i Catalogue of Life.